# Cyaniris biagi
Cyaniris biagi är en fjärilsart som beskrevs av Bethune-Baker 1908. Cyaniris biagi ingår i släktet Cyaniris och familjen juvelvingar. Inga underarter finns listade i Catalogue of Life.